# عبد الله جارودي الأب
عبد الله جارودي الأب (مواليد 1909، تاريخ الوفاة غير معروف) كان لاعب رماية لبناني. شارك في سباق البندقية مسافة 50 مترًا في دورة الألعاب الأولمبية الصيفية لعام 1952. كما شارك ابنه في الألعاب الأولمبية الصيفية لعام 1960.

## روابط خارجية
- عبد الله جارودي الأب على موقع أوليمبيديا (الإنجليزية)